# 세리에 A 올해의 감독
세리에 A 올해의 감독은 이탈리아 축구선수 협회에서 수상하는 세리에 A에서 가장 잘한 모습을 보여준 감독에게 수상하는 상이다. 이 상은 칼치오 오스카의 한 부분이다.

## 수상자
| 년도 | 감독                  | 국적     | 클럽                       |
| ---- | --------------------- | -------- | -------------------------- |
| 2013 | 안토니오 콘테         | 이탈리아 | 유벤투스 FC                |
| 2012 | 안토니오 콘테         | 이탈리아 | 유벤투스 FC                |
| 2011 | 마시밀리아노 알레그리 | 이탈리아 | AC 밀란                    |
| 2010 | 조제 무리뉴           | 포르투갈 | FC 인테르나치오날레 밀라노 |
| 2009 | 조제 무리뉴           | 포르투갈 | FC 인테르나치오날레 밀라노 |
| 2008 | 체사레 프란델리       | 이탈리아 | ACF 피오렌티나             |
| 2007 | 루차노 스팔레티       | 이탈리아 | AS 로마                    |
| 2006 | 루차노 스팔레티       | 이탈리아 | AS 로마                    |
| 2005 | 파비오 카펠로         | 이탈리아 | 유벤투스 FC                |
| 2004 | 카를로 안첼로티       | 이탈리아 | AC 밀란                    |
| 2003 | 마르첼로 리피         | 이탈리아 | 유벤투스 FC                |
| 2002 | 루이지 델 네리        | 이탈리아 | AC 키에보베로나            |
| 2001 | 카를로 안첼로티       | 이탈리아 | 유벤투스 FC                |
| 2000 | 스벤예란 에릭손       | 스웨덴   | SS 라치오                  |
| 1999 | 알베르토 자케로니     | 이탈리아 | AC 밀란                    |
| 1998 | 마르첼로 리피         | 이탈리아 | 유벤투스 FC                |
| 1997 | 마르첼로 리피         | 이탈리아 | 유벤투스 FC                |